# Levico Terme
Levico Terme 7915 lakosú település és fürdőváros Olaszország északi részén, Trento megyében. Lakosainak száma 8167 fő (2023. január 1.). Levico Terme Borgo Valsugana, Caldonazzo, Luserna, Novaledo, Rotzo, Vignola-Falesina, Asiago, Frassilongo, Pergine Valsugana és Tenna községekkel határos.

## Fekvése
Trentótól délkeletre, a Levicói-tó (Lago di Levico) partján fekvő település.

## Története
Levico (Löweneck) 1919-ig, Tirol tartományhoz, ezáltal Ausztria-Magyarországhoz tartozott. Itt volt 1914-ben a sziléziai helyőrség katonai rendőrség zászlóaljának 16. k.u.k. Hads.
Az első világháború után, Tirol kettészakítása nyomán 1919-ben a város Olaszországhoz került, most Trento autonóm megyéhez tartozik Trentino-Dél-Tirol régióban.

## Galéria

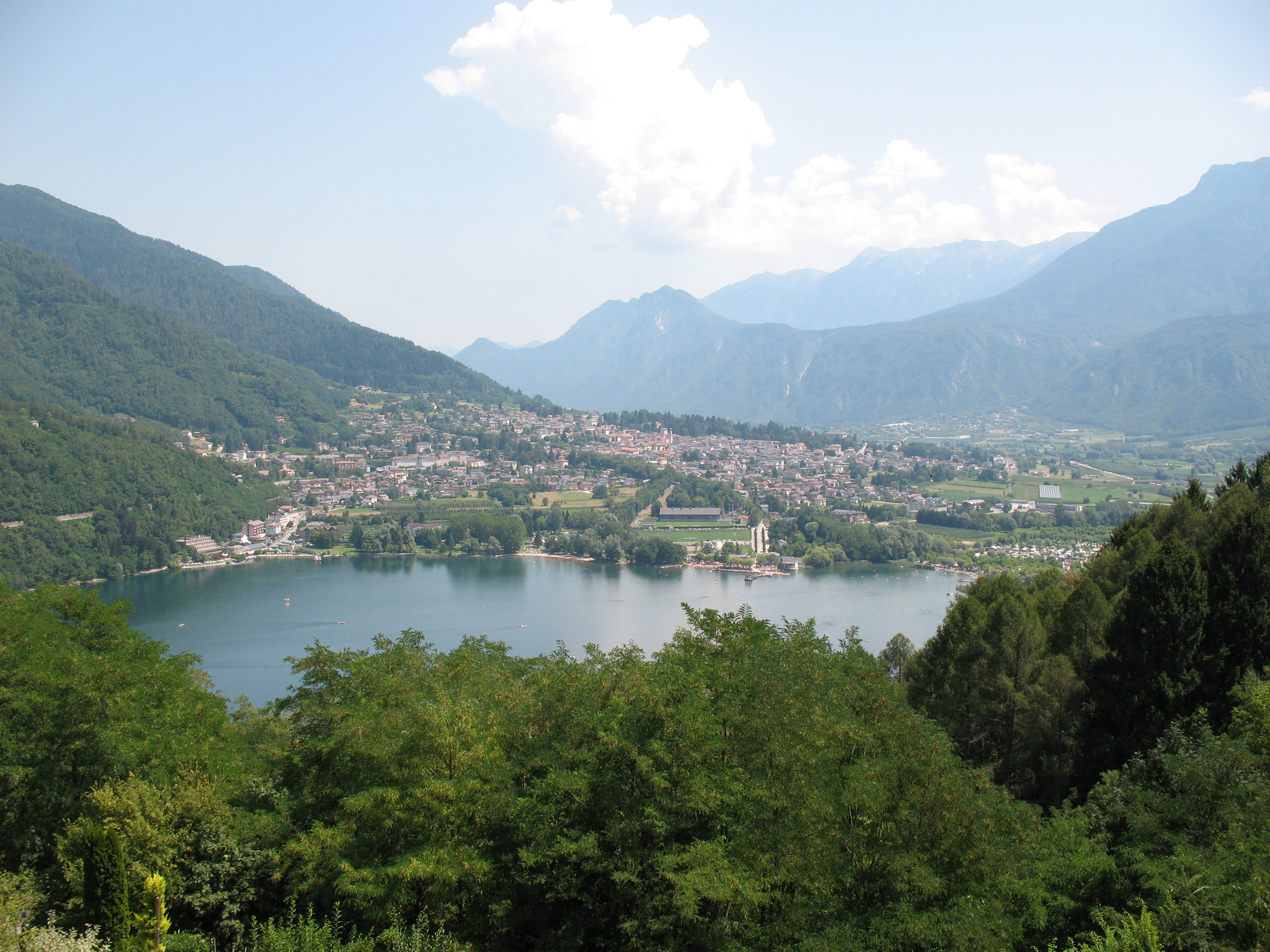
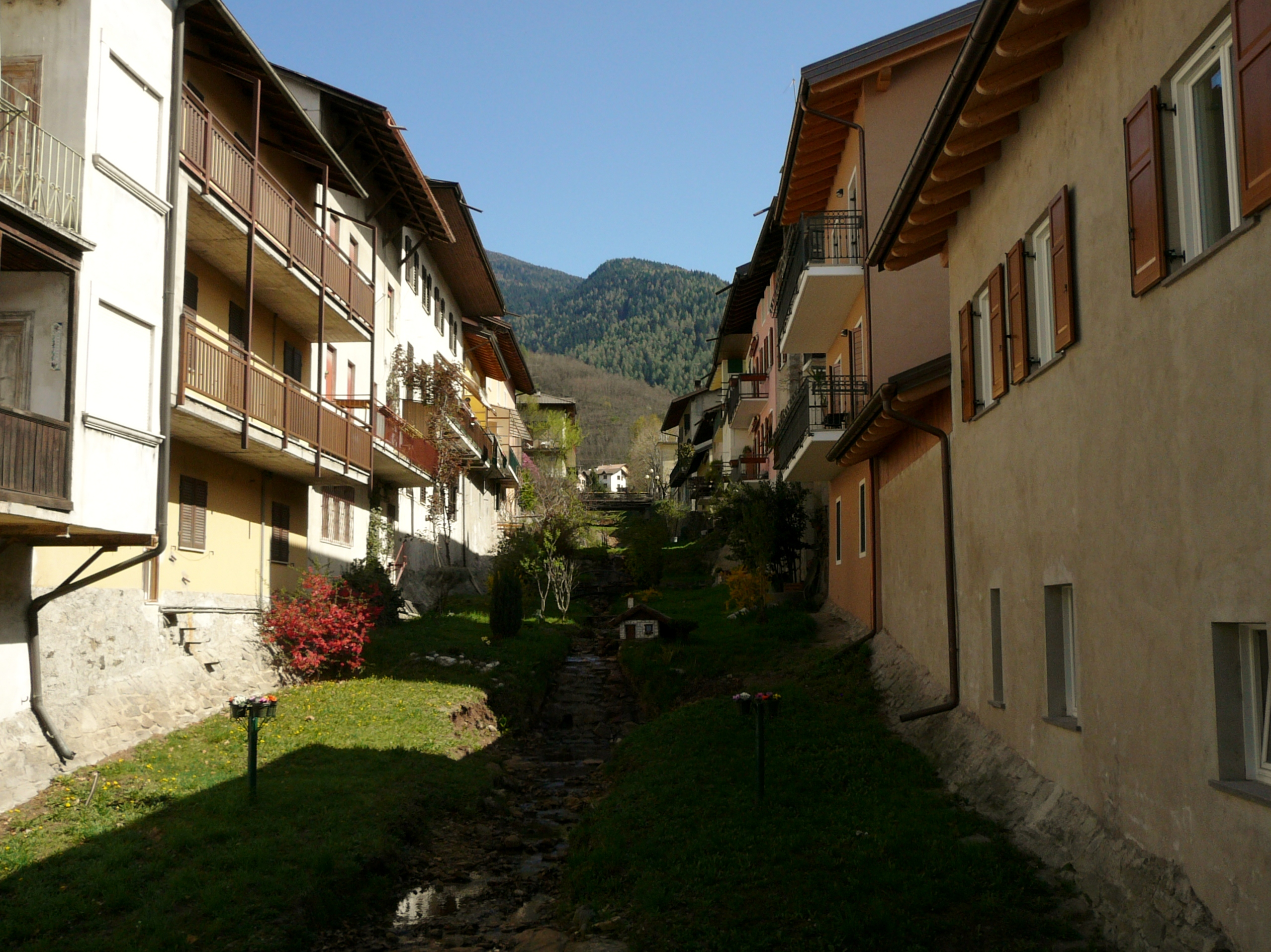
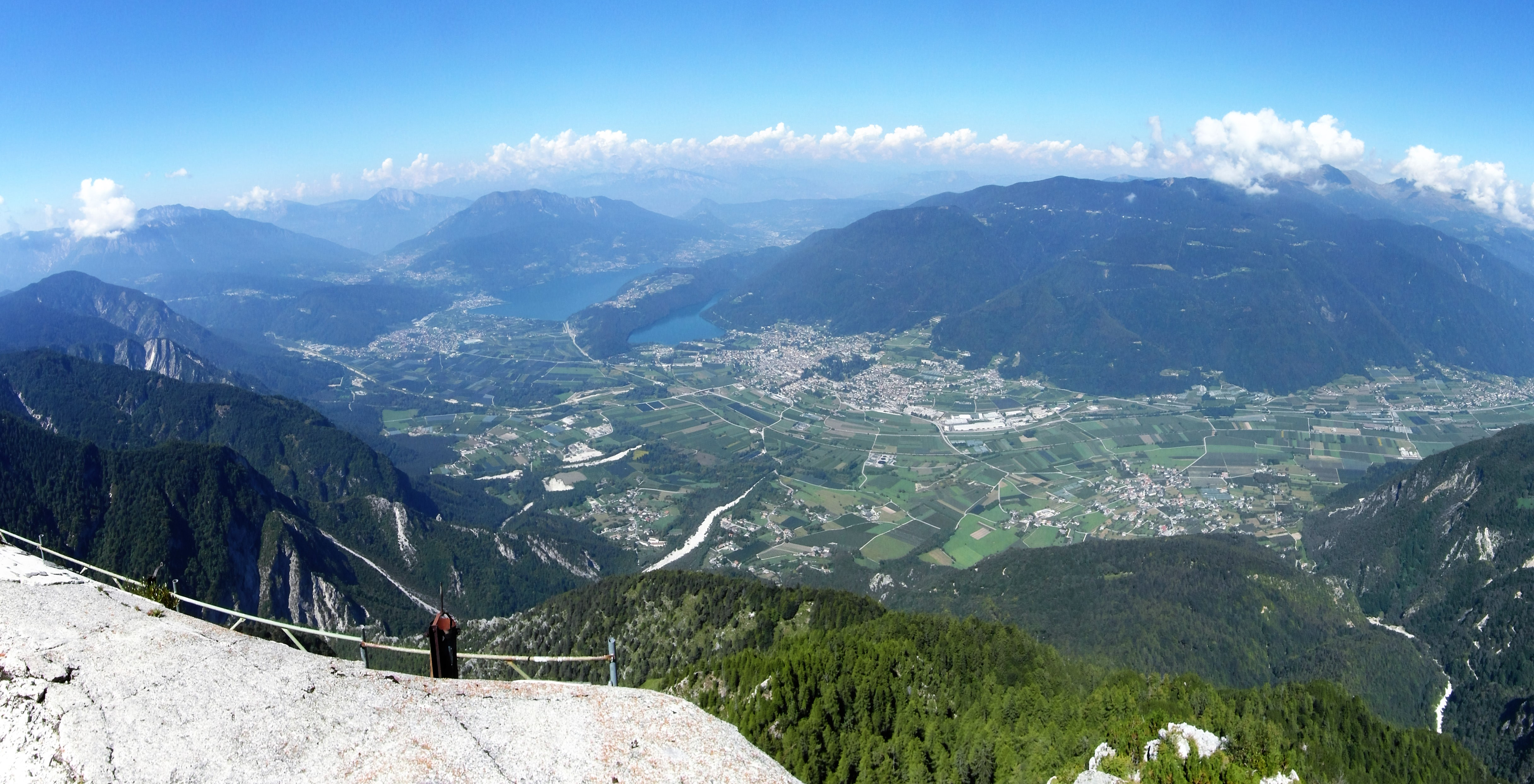
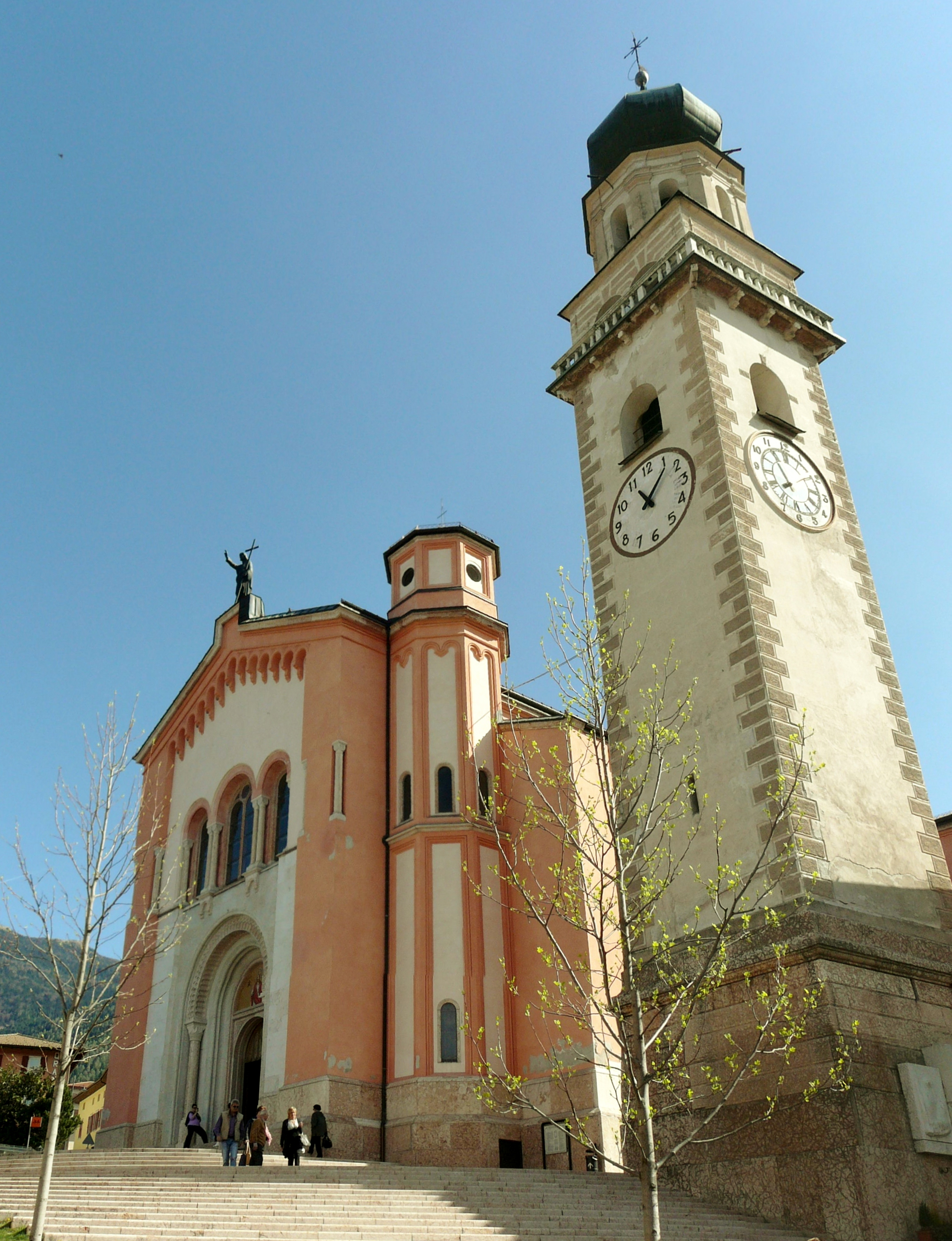
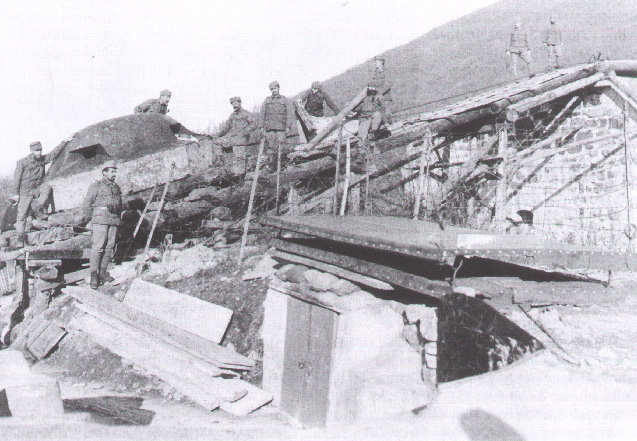
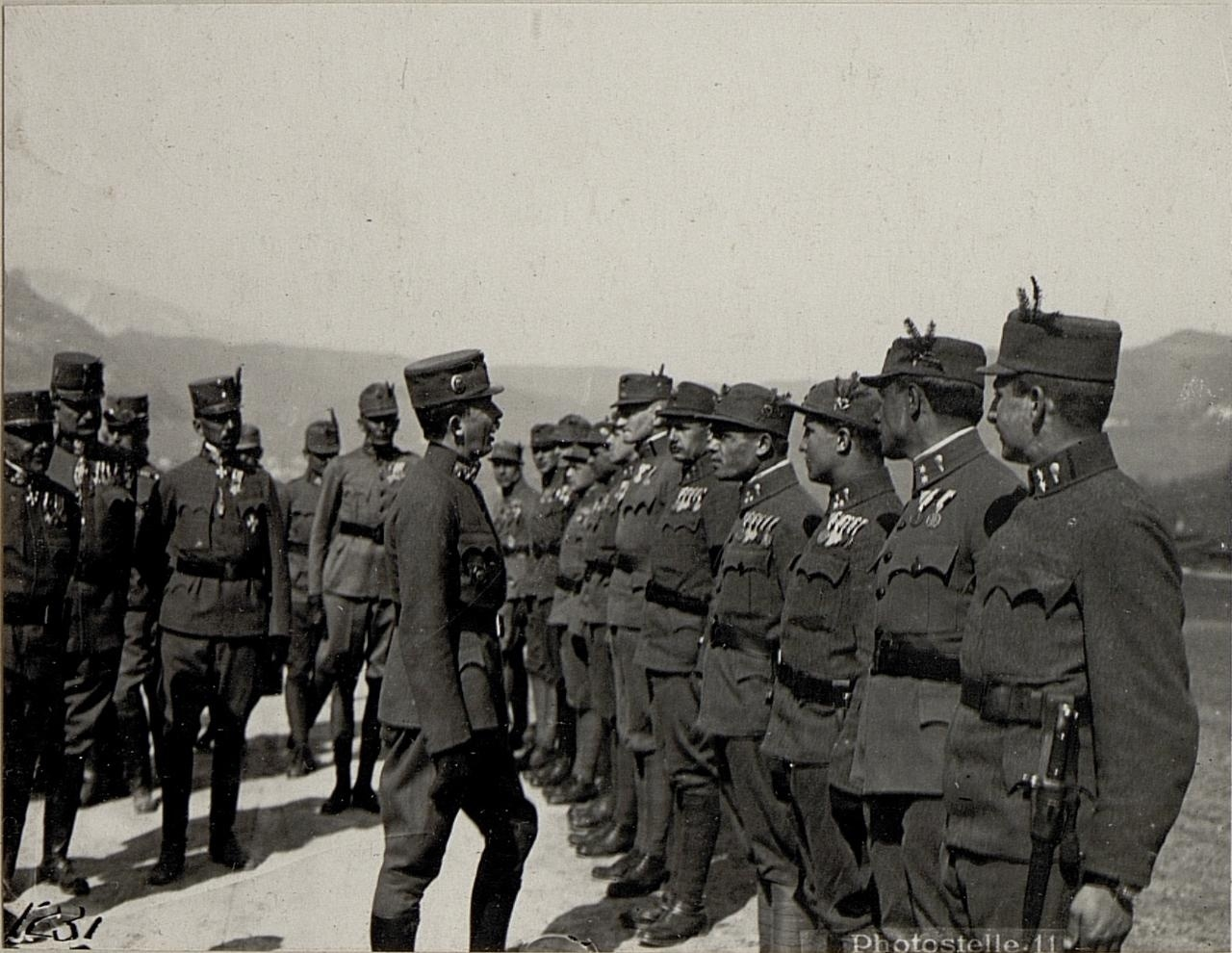